# Христо Лилков
Христо Трифонов Лилков е български офицер (генерал-майор), министър на индустрията и занаятите на България в периода от 31 март 1946 до 11 декември 1947 г.

## Биография
Христо Лилков е роден на 26 май 1896 г. в Горна махала, Пловдивско. През 1917 г. завършва Военното училище в София, на 1 август е произведен в чин подпоручик и назначен за командир на взвод в 28-и пехотен полк. На тази длъжност остава до 1918 г. На 30 юни 1919 г. е произведен в чин поручик.
Командир е на 21-ва пехотна дружина, а от 1922 г. на 39-а пехотна дружина. През 1926 г. е произведен в чин капитан, а през 1928 г. е началник на бюрото за доброволци в Стара Загора. През 1929 г. е назначен за командир на рота в 11-и пехотен полк, а през 1930 г. е заместник прокурор в Пловдивския военен съд. През 1932 г. е назначен на служба в Софийския военен съд, откомандирован е същата година а през 1934 г. отново е командирован там. През 1935 г. е в дирекцията на полицията, същата година е откомандирован, а по-късно същата година е командирован към кабинета на министъра на правосъдието. Същата година е назначен за военен следовател в Пловдивския военен съд, а по-късно командва 3-ти пехотен полк, след което, на 6 май е произведен в чин майор и излиза в запас.
По-късно отново е върнат на служба и на 3 октомври 1938 г. е произведен в чин подполковник, а на 3 октомври 1942 в чин полковник. На 14 септември 1944 г. е произведен в чин генерал-майор и назначен за началник на Военно-съдебната служба. През 1946 г. е назначен към Министерския съвет. Същата година излиза отново в запас, но този път за последно. В периода 1946 – 1949 г. е народен представител в VI ВНС. В периода от 31 март 1946 до 11 декември 1947 г. е министър на индустрията и занаятите на България, след което до 1949 г. е член на Президиума на НС. Христо Лилков е женен и има 1 дете.
Генерал-майор Христо Лилков умира на 24 октомври 1971 г. в Пловдив.

## Военни звания
- Подпоручик (1 август 1917)
- Поручик (30 юни 1919)
- Капитан (1926)
- Майор (6 май 1935)
- Подполковник (3 октомври 1938)
- Полковник (3 октомври 1942)
- Генерал-майор (14 септември 1944)